# 倉知正佳
倉知 正佳（くらち まさよし、1942年 - 2019年11月13日）は、日本の医学者・精神科医。富山大学名誉教授。元富山大学副学長。医学博士（金沢大学・1974年）。

## 来歴
- 1966年 - 金沢大学医学部医学科卒業
- 1974年 - 医学博士（金沢大学）[2]
- 1979-1981年 フランス・サルペトリエール病院およびオランダ・ユトレヒト大学留学
- 1986年 - 富山医科薬科大学医学部精神神経医学講座教授
- 2001年 - 富山医科薬科大学医学部長[1]
- 2006年 - 富山大学大学院医学薬学研究部神経精神医学講座教授
- 2007年 - 富山大学名誉教授。富山大学医学部特任教授
- 2009年 - 富山大学理事・副学長[3]

## 学会
- 日本生物学的精神医学会元理事長
- 日本統合失調症学会評議員

## 著書

### 共編著
- 『専門医をめざす人の精神医学 第2版』医学書院、2004年8月。ISBN 9784260118941。